# Kiss István (biokémikus)
Kiss István (Szatmárnémeti, 1926. augusztus 15. – Kolozsvár, 2004. december 2.) romániai magyar biokémikus, a Magyar Tudományos Akadémia külső tagja, Kiss-Bitay Éva férje.

## Élete és pályafutása
Középiskoláit a szatmárnémeti református gimnáziumban végezte 1946-ban. Előbb rövid ideig a szatmárnámeti Szabad Élet folyóirat riportereként dolgozott, majd 1950-ben a Bolyai Tudományegyetemen szerzett oklevelet a vegyészeti kar biokémiai szakán. Első munkahelye a kolozsvári gyógyszergyár volt, 1952-től pedig a kolozsvári egyetemen tanított általános mikrobiológiát, talaj- és ipari mikrobiológiát. 1964-ben doktorált, kutatási területe a talajenzimológia, utóbb a környezetenzimológia volt. Laboratóriumi módszereket dolgozott ki a különböző természeti környezetből származó minták specifikus enzimaktivitásának meghatározásához. 1976 és 1984 között a biológiai, földrajzi és földtani kar dékánja volt. 1993-ban a Magyar Tudományos Akadémia külső tagjává választotta.
Szerkesztője volt a Studia Universitatis Babeș-Bolyai Series Biologiae-nak. A talaj-mikrobiológia, a biodeterioráció és a geo-mikrobiológia területén több mint harmadfélszáz cikke jelent meg, többek között a bukaresti Revue Roumaine de Biologie – Série de Botanique, Știința Solului és Știința și Tehnica, a kolozsvári Contribuții Botanice, valamint a budapesti Agrokémia és Talajtan, a londoni Nature, a heidelbergi Naturwissenschaften, illetve a moszkvai Pocsvovegyenyije című folyóiratokban.

## Művei
- Talajenzimek című fejezet Csapó M. József Talajtan című könyvében, Bukarest, Mezőgazd. és Erdészeti Állami Kiadó, 1958
- Enzimology of disturbed soils (társszerzők Daniela Pașca, Mihai Drăgan-Bularda), Elsevier, 1988, ISBN 044450057X
- Enzimologia mediului inconjurător I–II, Ceres Kiadó, Bukarest, 1993, ISBN 9734002600
- Improving efficienty of urea fertilizers by inhibition of soil urease activity (társszerző M. Simihăian), Kluwer Acedemic Publishers, Dordrecht, 2002, ISBN 978-90-481-5966-6
- Az erodált talajok enzimológiája, Kolozsvár, Scientia Kiadó, 2003, ISBN 9738598591
- A mikroorganizmusokkal beoltott talajok enzimológiája, Kolozsvár, Scientia Kiadó, 2004, ISBN 9737953215